# Швойницький Олександр Володимирович
Олександр Володимирович Швойницький (* 30 листопада 1948, Винники, біля Львова) — радянський футболіст. Воротар, виступав за СКА (Львів), «Карпати» (Львів) і «Торпедо» (Луцьк). Брат футболіста Олексія Швойницького.

## Життєпис
Навчався у Львівському інституті фізичної культури.
Був фізично міцним воротарем з доброю реакцією і стрибучістю.
Мешкає у Львові.